# Cyrtochilum fidicularium
Cyrtochilum fidicularium är en orkidéart som först beskrevs av Stig Dalström, och fick sitt nu gällande namn av Stig Dalström. Cyrtochilum fidicularium ingår i släktet Cyrtochilum, och familjen orkidéer.
Artens utbredningsområde är Ecuador. Inga underarter finns listade i Catalogue of Life.